# S4C
S4C는 영국 웨일스에서 방송되는 웨일스어 방송 채널이다.
S4C는 영국의 채널 4보다 하루 이른 1982년 11월 1일에 개국하였으며, 영국에서 BBC One, ITV, BBC Two, Sky1에 이어 다섯 번째로 오래된 방송 채널이다.
지상파는 웨일스에서만 시청이 가능하나, 케이블, 위성 방송을 통해 영국 전역에서 시청이 가능하다.
2010년부터 지상파(프리뷰)를 통한 HD 방송인 S4C Clirlun의 방송을 시작하였으나, 2012년 12월 1일 비용 문제로 방송을 종료하였다.